# Семёновская (Шенкурский район)
Семёновская — деревня в Шенкурском районе Архангельской области. Входит в состав муниципального образования «Никольское».

## География
Деревня расположена в южной части Архангельской области, в таёжной зоне, в пределах северной части Русской равнины, в 17,5 километрах на юго-запад от города Шенкурска, на левом берегу реки Вага. Ближайшие населённые пункты: на севере деревня Романовская.
Часовой пояс
Семёновская, как и вся Архангельская область, находится в часовой зоне МСК (московское время). Смещение применяемого времени относительно UTC составляет +3:00.

## История
Указана в «Списке населённых мест по сведениям 1859 года» в составе Шенкурского уезда(2-го стана) Архангельской губернии под номером «1966» как «Семеновская». Насчитывала 6 дворов, 27 жителей мужского пола и 29 женского, также в деревне находился завод.
В «Списке населенных мест Архангельской губернии к 1905 году» село Семеновское насчитывает 26 дворов, 168 мужчин и 166 женщин. В административном отношении деревня входила в состав Шелашского сельского общества Устьпаденгской волости.
1 января 1912 года из Устьпаденгской волости выделяется Шелашская волость и деревня Плесо летнее (Семеновское) оказывается в составе Шелашского сельского общества новой волости. На 1 мая 1922 года в поселении 66 дворов, 125 мужчин и 173 женщины.

## Население
| 2002 | 2010 | 2012 |
| ---- | ---- | ---- |
| 17   | ↘5   | ↘3   |

## Известные уроженцы, жители
- Эдемская, Клавдия Петровна (1913—1985) — советский, политический и общественный деятель.

## Транспорт
Через деревню проходит автомобильная дорога федерального значения М8 «Холмогоры».